# Кибритена кутия
Кибритената кутия е кутия, изработена от картон или тънко дърво, и предназначена да съхранява кибритени клечки. Обикновено има нанесено специално вещество върху едната или двете странични стени за възпламеняване с търкане на кибритената клечка.
Филумения (на гръцки: phil – „обич“ и на латински: lumen – светлина) се нарича колекционирането на кибритени кутии.